# Nālaṭiyār
Le Nalatiyar ou Naaladyiar est un recueil de poèmes en tamoul, et il est une œuvre importante pour le jaïnisme. Composé entre les Ier et Ve siècles de notre ère, par des moines jaïns, il est riche de 400 poésies qui parlent de la conduite juste, un des Trois Joyaux. Ce livre est en fait un code moral.